# Бахуджан самадж парти
Бахуджан самадж парти (хинди बहुजन समाज पार्टी — «Партия большинства народа») — индийская общенациональная политическая партия. Представляет интересы далитов и прочих низкокастовых групп населения — отсюда «бахуджан» (слово на пали из буддистских текстов, обозначающее «большинство») в названии: зарегистрированные касты и племена Индии и прочие «отсталые классы» (Other Backward Class в официальной терминологии) составляют 85% населения. Располагала четвёртой по размеру фракцией в 15-й Лок сабхе (2009-2014), на выборах 2014 года получила третье количество (23 миллиона) голосов, но не получила парламентского представительства. Активна во всей северной части страны, но наибольшим влиянием пользуется в штате Уттар-Прадеш.

## История
Партия была создана в 1984 году далитским политиком Канши Рамом. Лидеры БСП представляли себя как продолжатели дела Бхимрао Рамджи Амбедкара — первого лидера неприкасаемых. В начале 90-х фактическим главой организации стала Маявати, официально ставшая преемницей Канши Рама в 2001 году. 
Под её руководством партия по результатам выборов 1993 года провела 67 депутатов и сформировала сформировала коалицию с другой левоцентристской силой — Самаджвади парти. Однако 2 июня 1995 года Маявати отказалась от поддержки правительства её лидера Мулаяма Сингха Ядава, после чего того обвиняли, что он послал головорезов держать депутатов от БСД в заложниках в гостевом доме в Лакхнау и осыпать Маявати кастовыми оскорблениями; этот инцидент превратил двух партийных лидеров в непримиримых соперников.
Затем Маявати при поддержке консервативной Бхаратия джаната парти стала главным министром штата 3 июня 1995 года. В октябре 1995 года БДП отозвала свою поддержку, и после периода президентского правления были назначены новые выборы, на которых БСД сохранила своё представительство в 67 депутатов, но увеличила долю отданных за неё голосов до 19,64%. В 2003 году Маявати ушла из своего правительства, чтобы доказать, что она не «жаждет власти», и попросила правительство Индии, управляемое БДП отстранить министра туризма и культуры Джагмохана.
В 2007 году Бахуджан самадж парти одержала абсолютную победу на выборах в законодательную ассамблею Уттар-Прадеш с 30,43% голосов и 206 депутатских мест, сформировав правительство этого крупнейшего в Индии штата. На общенациональных выборах 2009 года партия получила 21 место в Лок сабхе.
Правительство Маявати в Уттар-Прадеш подвергалось критике за коррупционные скандалы и продвижение на государственные посты далитов за счёт представителей высших каст. Однако, БСП продержалась у власти полный пятилетний срок. В 2012 году партия лишилась власти в Уттар-Прадеш, получив на выборах 25,95% голосов, но только 80 мандатов. На выборах в Уттар-Прадеш в 2017 году БСП была второй по величине партией по количеству отданных за неё голосов, набрав 22,24% голосов, но получила всего 19 мест